# 모반 (소설)
《모반》(영어: The Birth-Mark)은 너새니얼 호손의 단편 소설로 1843년 3월에 처음 출판되었다. 주된 내용은 인간의 완벽성에 대한 집착을 묘사한 것이다. 

## 줄거리
알리머는 명석하고 유명한 과학자이며 철학자였다. 그는 완벽하게 아름다운 조지아나와 결혼한 뒤 그녀의 볼에 있는 작고 붉은 모반(반점)에 집착하게 된다. 그는 그녀의 허락을 받은 뒤, 그의 실험실에서 그 작은 점을 없애려고 시술을 하게 된다. 그녀에게 독이든 약을 먹인 뒤, 그 반점이 없어지는 것을 둘이 모두 확인하게 되지만, 그녀는 결국 죽고 만다.

## 분석
이 소설은 신약성경 중 마태오의 복음서 7장 3절에 나오는 "네 형제 눈에 있는 티는 보면서, 너의 눈에 있는 들보는 보지 못하느냐?"라는 구절과 흡사한 내용을 담고 있다. 알리머는 조지아나에게 있는 '단점'을 없애려고 끊임없이 노력하지만, 자신의 양심을 속이는 결과를 갖게 된다. 문학 평론가 스티븐 유라는 이 모반이 원죄를 상징하는 것이며, 조지아나가 바로 이 원죄의 원인이 됨을 묘사하는 것으로 평가하였다. 이 소설은 에드거 앨런 포의 《타원형 초상화》(The Oval Portrait)와 종종 비교된다.